# Alicia Silverstoneová
Alicia Silvestone (* 4. října 1976) je americká herečka, modelka, producentka a bojovnice za práva zvířat. Na vrcholu slávy byla v 90. letech 20. století.
Její matka byla skotského, otec židovského původu. Matka konvertovala před sňatkem k judaismu. Alicia začala pracovat v modelingu již v šesti letech, objevovala se hojně v reklamách – ta první byla na Domino's Pizza.
Jako zajímavou "teen-face" ji obsadil režisér Alan Shapiro do thrilleru The Crush z roku 1993. Vzápětí se stala široce proslulou díky účinkování ve třech velmi úspěšných klipech skupiny Aerosmith: Cryin, Amazing a Crazy. Vytvořila zde typ přidrzlé, divoké sexy holky, který souzněl s duchem 90. let. Vysloužila si díky těmto klipům i přezdívku "Aerosmith chick" ("Ta holka od Aerosmith"). Klipy jí také přinesly další filmové nabídky, po jejich zhlédnutí jí Amy Heckerlingová například nabídla hlavní roli v komedii Praštěná holka, která se i přes malý rozpočet a promotion stala úspěšnou (v šoubyznysu tzv. "sleeper hit"). Obří komerční úspěch jí pak přinesl film Batman a Robin z roku 1997, kde ztvárnila Batgirl. Její pojetí znechutilo kritiky (získala za Batgirl i Zlatou malinu pro nejhorší herecký výkon ve vedlejší roli), ale nadchl fanoušky (získala například Nickelodeon Kids' Choice Awards). Roku 1997 vyprodukovala první film ve své vlastní produkční firmě First Kiss Production – snímek Excess Baggage. Komerční úspěch měla i romantická komedie Blast from the Past z roku 1999, kde hrála po boku Brandana Frasera. Její sláva začala pomalu uhasínat na počátku nultých let, a i ona sama se stáhla do soukromí, neboť slávu, která v jejím případě přišla velmi rychle a nečekaně, nesnášela dobře.
Je veganka a podporuje organizaci PETA bojující za práva zvířat.